# Кукминхве

Корейское общество Кукминхве в США

Кукминхве (Национальный совет) — корейская национальная организация, существовавшая в ряде стран мира в начале XX века.
Основана 1 февраля 1909 в Сан-Франциско. Секции Кукминхве возникли в США и на Гавайях, а затем в России и в Маньчжурии.

## Кукминхве в России
К концу 1910 года в России насчитывалось 16 организаций Кукминхве на Дальнем Востоке и в разных городах вдоль Сибирской железной дороги. Штаб-квартира сибирского отделения располагалась в г. Сучан. Власти России считали организацию проамериканской и постепенно ограничивали её деятельность. К 1916 году все секции Кукминхве были вынуждены прекратить свою деятельность.
В конце 1918 года деятельность Кукминхве в Советской России была возобновлена, её секции в ряде городов страны. В основном в них входили рабочие-корейцы, переселившиеся в годы Первой мировой войны с Дальнего Востока и из Маньчжурии. Поддержку деятельности организации оказывал Народный комиссариат иностранных дел. Центральный орган организации располагался в Москве по адресу Богословский пер., д. 6. 26 июля 1919 года Советское правительство выпустило воззвание «К корейской революционной организации Кук Мин Хэ и всему корейскому народу».
Представитель Кукминхве Кан Сан Джу (Ка Ин) участвовал в Учредительном конгрессе Третьего интернационала в качестве делегата с правом совещательного голоса.